# Erövringen av Åland
Erövringen av Åland var ett svenskt krigsföretag till Åland som genomfördes år 1743 under Hattarnas ryska krig.

## Bakgrund
År 1742, under invasionen av Finland, besatte ryska styrkor Åland efter att ha bemäktigat sig större delen av Finland. Därefter utfärdade General James Keith en order till invånarna att de skulle ansluta till de ryska styrkorna.

## Erövringen
Den 18 mars fick Gotthard Wilhelm Marcks von Würtenberg order om att återerövra och försvara Åland. Med ett manskap på 1000 man samt 300 musköter till invånarna landade svenskarna den 25 mars vid Flisö hamn. Marcks von Würtenberg utfärdade därifrån en kungörelse till ålänningarna att inte ansluta till de ryska styrkorna, utan istället de svenska. Han tillfångatog även vid ankomsten en rysk styrka om 150 Grenadjärer jämte tre sjöfarkoster, samt 12 000 silvermynt som ryssarna hade stulit. Samtidigt kunde även en eskader av galärer under Abraham Falkengréen tillfångata yttermera 200 ryssar.